# Hrvatska narodna milicija (Segedin)
Segedinska Hrvatska narodna milicija (lat. Segediensis militia nationalis, madž. Szegedi nemzeti katonaság) je bila postrojba Segedinske tvrđe, koja je ujedno bilo sjedište Potiske vojne krajine.
Osnovana je prilikom obrazovanja Potiske vojne krajine na prijelazu iz 17. u 18. stoljeće, a rasformirana je prilikom razvojačenja Potiske vojne krajine 1747.
Glede narodnosti činili su je dalmatinski Hrvati i Srbi. Neposredno zapovjedništvo nad milicijom su imali segedinski kapetani.
Od poznatih zapovjednika Hrvatske narodne milicije iz Segedina je bio Stipan Matasović. Poznato je da je bio sa svojom suprugom Margaritom bio na krštenju pripadnika plemenite somborske obitelji Marković, sina somborskog kapetana Marka Markovića i začetnika cerničkog ogranka Markovića Stipana Markovića održan u Franjevačkom samostanu u Somboru 12. veljače 1738.